# Варавва (фильм, 1953)
«Варавва» (швед. Barabbas) — шведский фильм 1953 года, поставленный режиссёром Альфом Шёбергом по одноименному роману лауреата Нобелевской премии Пера Лагерквиста. Мировая премьера картины состоялась 26 апреля 1953 года на 6-м Каннском международном кинофестивале, где она участвовала в основной конкурсной программе.

## Сюжет
В основе сюжета ленты лежит евангельская история о разбойнике Варавве, который был отпущен на волю Понтием Пилатом по случаю праздника Пасхи, а Иисус распят.

## В ролях
| Актёр               | Роль    |
| ------------------- | ------- |
| Ульф Пальме         | Варавва |
| Георг Орлин         | Лазарь  |
| Эва Дальбек         | мать    |
| Барбро Юрт аф Урнес | Мария   |